# Celleporina ventricosa
Celleporina ventricosa är en mossdjursart som först beskrevs av Lorenz 1886.  Celleporina ventricosa ingår i släktet Celleporina och familjen Celleporidae. Inga underarter finns listade i Catalogue of Life.